# Droga po Głazach
Droga po Głazach ist ein Höhenweg im Tal Dolina Rybiego Potoku in der Hohen Tatra in Polen. Er gilt als sehr schwerer Höhenweg in der Hohen Tatra. Er ist nicht markiert und für die Begehung ist eine Genehmigung der Nationalparkverwaltung notwendig. Seine Länge beträgt ein Kilometer.

## Lage und Route
Der Weg beginnt auf dem Bergpass Mięguszowiecka Przełęcz pod Chłopkiem, der über einen grün markierten Wanderweg vom Bergsee Czarny Staw pod Rysami erreichbar ist. Der Weg führt entlang dem Bergkamm des Massivs Mięguszowieckie Szczyty zunächst auf den Mięguszowiecki Szczyt Pośredni und schließlich auf den Mięguszowiecki Szczyt. Für den Weg brauchen geübte Alpinisten ungefähr zwei Stunden.

## Etymologie
Der Name Droga po Głazach lässt sich als Weg über das Geröll übersetzen. Er leitet sich von den großen Steinbrocken ab, die sich auf dem Weg befinden.

## Geschichte
Im Jahr 1883 wurde der Weg zum ersten Mal von Jędrzej Wala begangen und erschlossen.